# Camptandriidae
Camptandriidae – rodzina krabów, zawierająca 38 gatunków zaliczanych do następujących 19 rodzajów:
- Baruna Stebbing, 1904
- Calabarium Manning & Holthuis, 1981
- Camptandrium Stimpson, 1858
- Cleistostoma De Haan, 1833
- Deiratonotus Manning & Holthuis, 1981
- Ecphantor Manning & Holthuis, 1981
- Ilyogynnis Manning & Holthuis, 1981
- Lillyanella Manning & Holthuis, 1981
- Manningis Al-Khayat & Jones, 1996
- Moguai Tan & Ng, 1999
- Mortensenella Rathbun, 1909
- Nanusia Tan & Ng, 1999
- Nasima Manning, 1991
- Paracleistostoma De Man, 1895
- Paratylodiplax Serène, 1974
- Serenella Manning & Holthuis, 1981
- Takedellus Tan & Ng, 1999
- Telmatothrix Manning & Holthuis, 1981
- Tylodiplax De Man, 1895